# Lituanie aux Jeux olympiques d'été de 1996
La Lituanie a participé aux Jeux olympiques d'été pour la quatrième fois aux Jeux olympiques d'été de 1996 à Atlanta.

## Liste des médaillés lituaniens

### Médailles d'or
| Sport              | Discipline | Sportifs | Performance |
| Médailles d'or : 0 |            |          |             |

### Médailles d'argent
| Sport                  | Discipline | Sportifs | Performance |
| Médailles d'argent : 0 |            |          |             |

### Médailles de bronze
| Sport                                   | Discipline | Sportifs | Performance |
| Médailles de bronze : 1                 |            | |             |
| Basket-ball aux Jeux olympiques de 1996 | Hommes     | Arvydas Sabonis Šarūnas Marčiulionis Rimas Kurtinaitis Gintaras Einikis Artūras Karnišovas Darius Lukminas Saulius Štombergas Eurelijus Žukauskas Mindaugas Žukauskas Andrius Jurkūnas Rytis Vaišvila Tomas Pačėsas |             |